# 七尾城
七尾城位於日本石川縣七尾市古城町附近的古城。日本國家指定史跡。
日本戰國大名上杉謙信留下「霜滿軍營秋氣清」詠嘆七尾城勝景的詩句